# Bad Neuhaus
Bad Neuhaus ist ein Gemeindeteil der Kreisstadt Bad Neustadt an der Saale im unterfränkischen Landkreis Rhön-Grabfeld in Bayern.

## Lage
Der Stadtteil liegt am Fuß der Salzburg.

## Geschichte
Simon von Thüngen, einer der Ansitzer auf der Salzburg, ließ 1451 an der Stelle des heutigen Neuhaus ein „newes Haws“ errichten. 1767 ließ der neue Besitzer Egid Valentin Felix von Borié das Thüngensche Haus niederreißen und durch ein dreiflügeliges Schloss (das heutige Kur- und Schlosshotel) ersetzen. Ebenfalls ließ er 1773 bis 1776 von dem Rokoko-Architekten Heinrich Todesko die reich ausgestattete Schlosskapelle Heiligkreuz errichten. 1853 ließ die nachfolgende Eigentümerin, Gräfin Elisabeth von Haxthausen, Witwe von Werner von Haxthausen, die Heilquellen fassen und das erste Badehaus errichten. Zusätzlich  gab es auch eine Schloßmühle. Prädikat Bad übernahm Neustadt.

## Heilquellen
Der Kurbetrieb stützt sich auf vier Heilquellen. Es sind Kochsalzsäuerlinge mit erheblichem Gehalt an Bitter- und Glaubersalz. 

## Wirtschaft
Bad Neuhaus ist das Kurviertel von Bad Neustadt mit einem weitläufigen Kurpark.
Die Rhön-Klinikum AG hat ihren Sitz in Neuhaus.

## Baudenkmäler

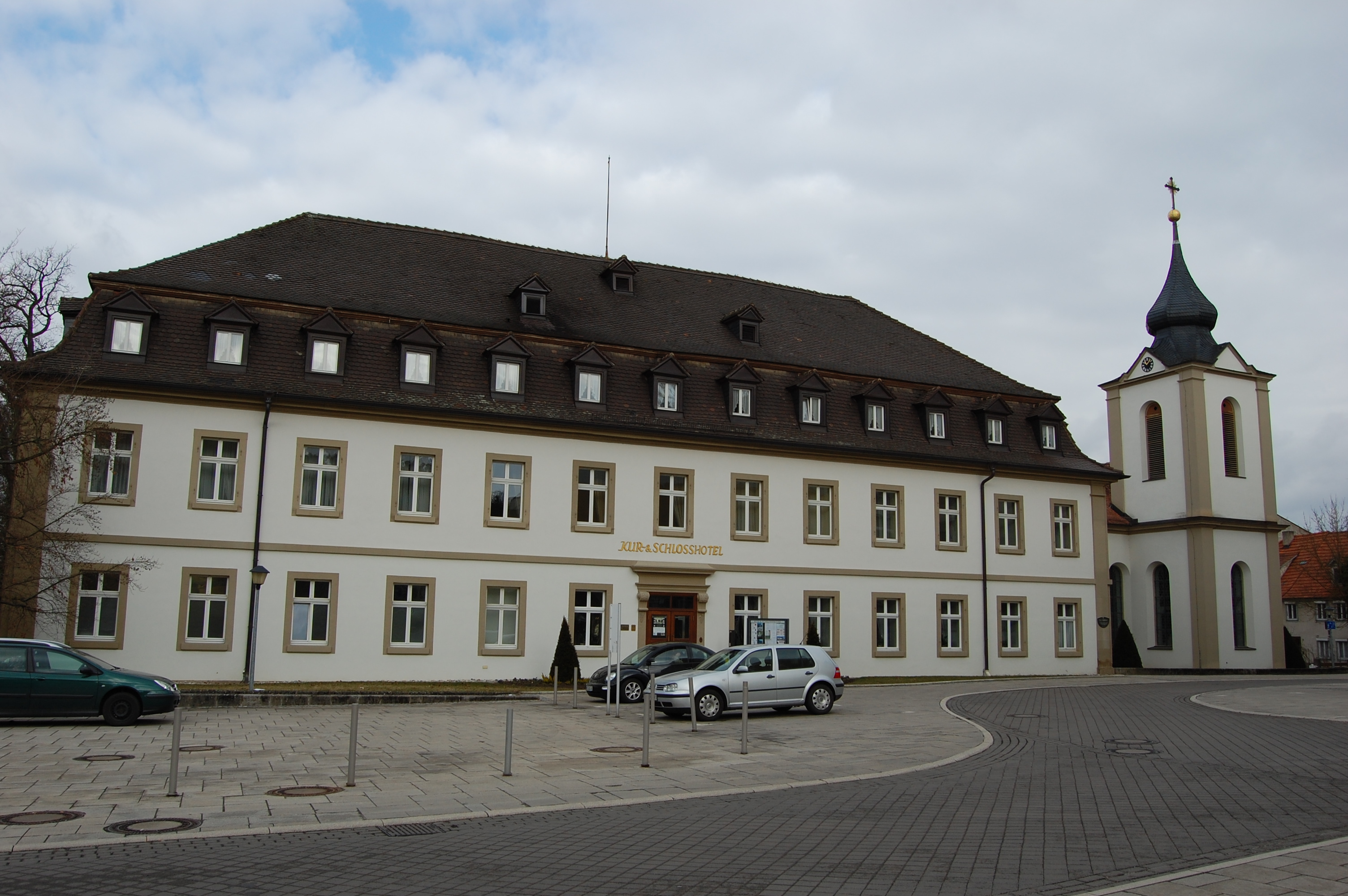
Schlosshotel und Schlosskirche
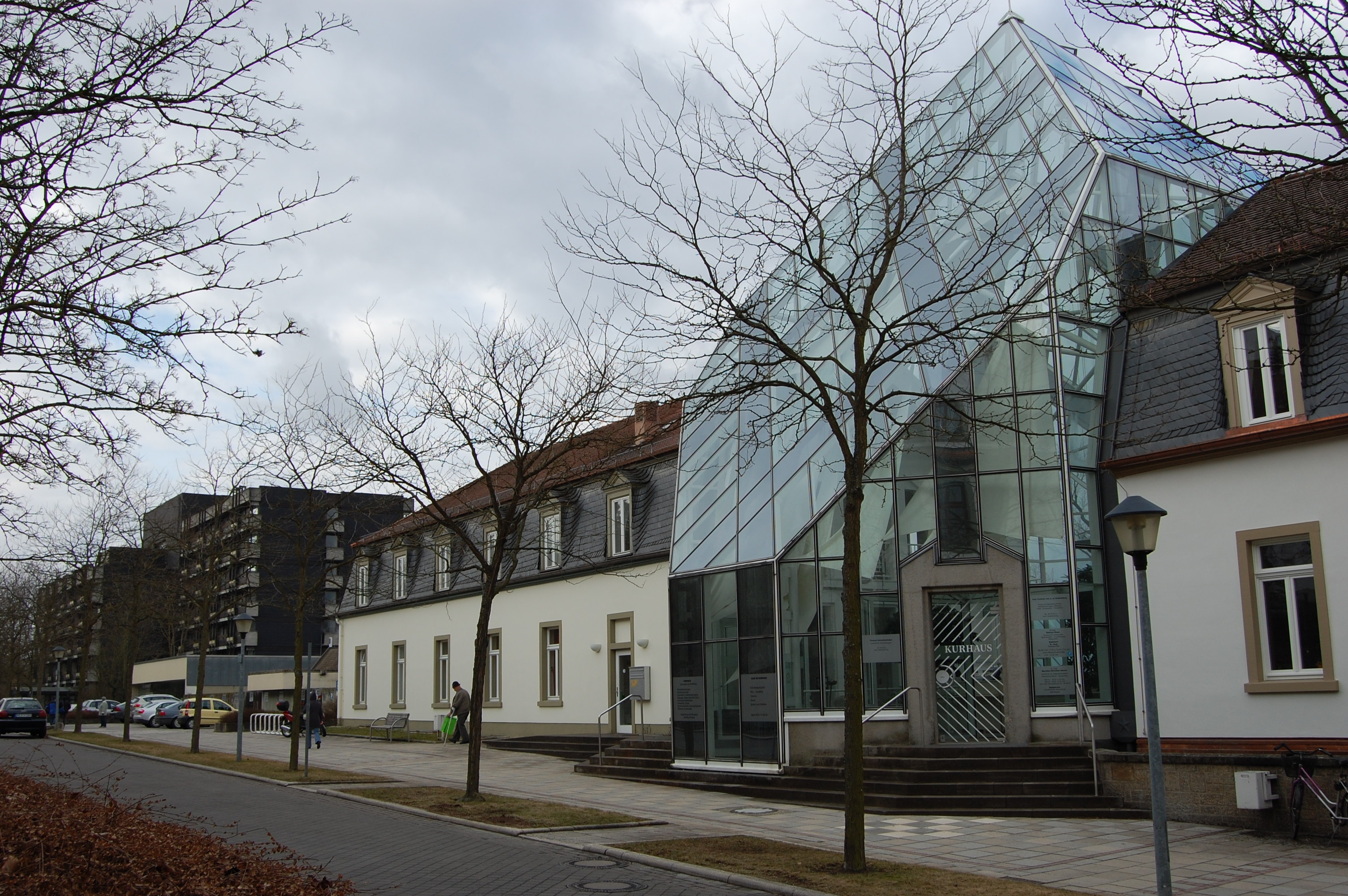
Kurhaus
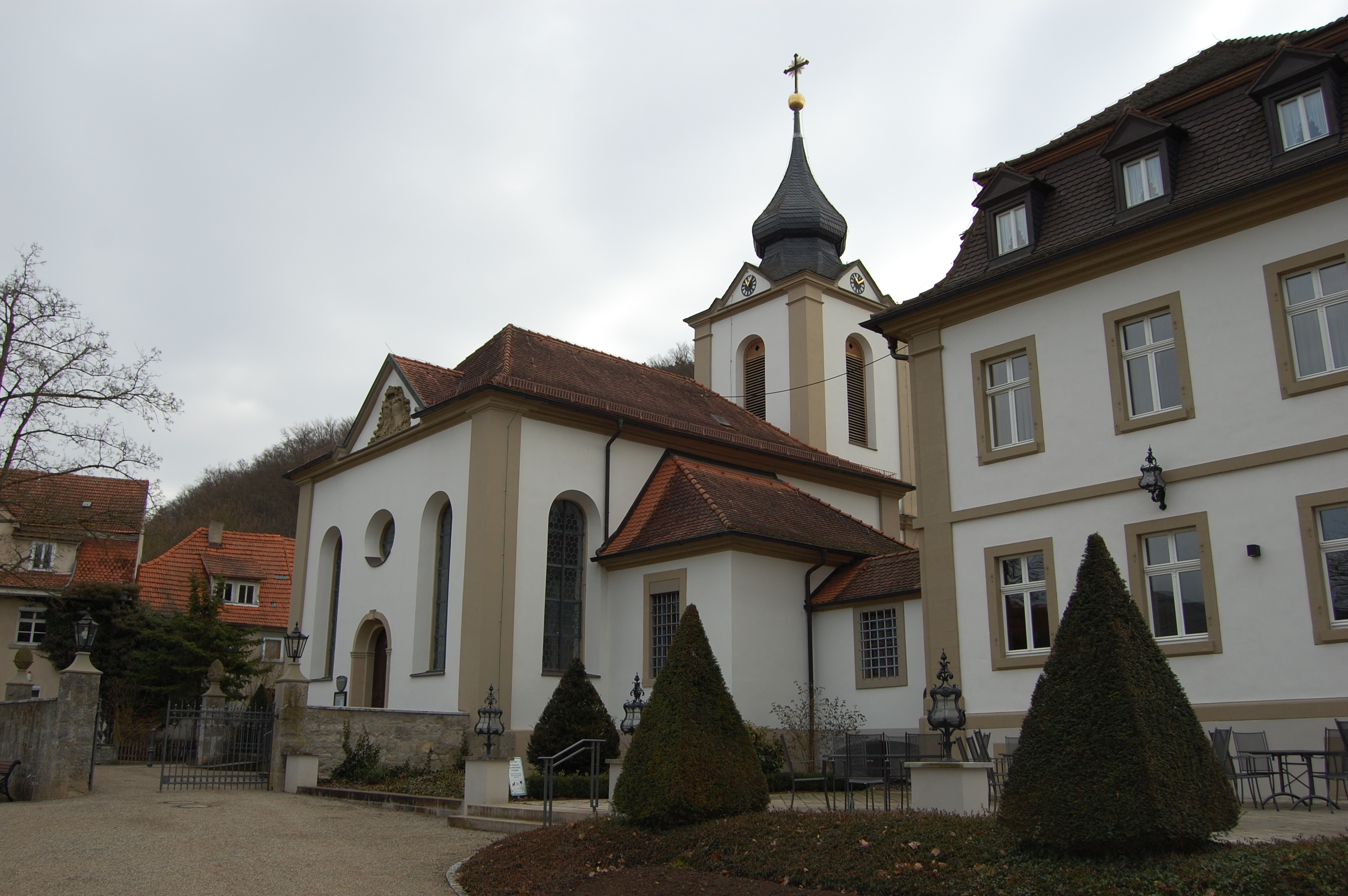
Schlosskirche Heilig-Kreuz
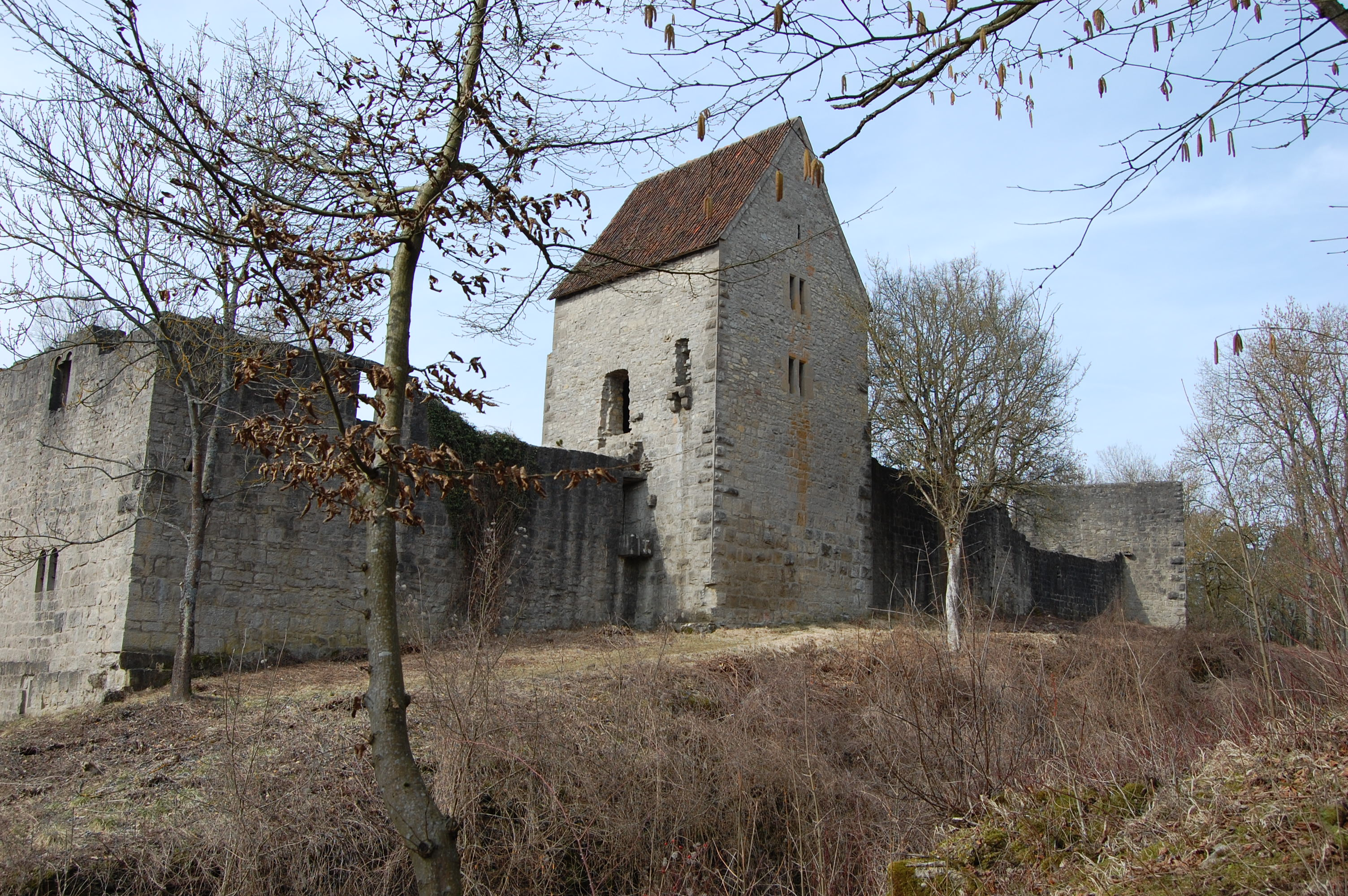
Burg Salzburg